# St-Antonin (Bussy-le-Grand)

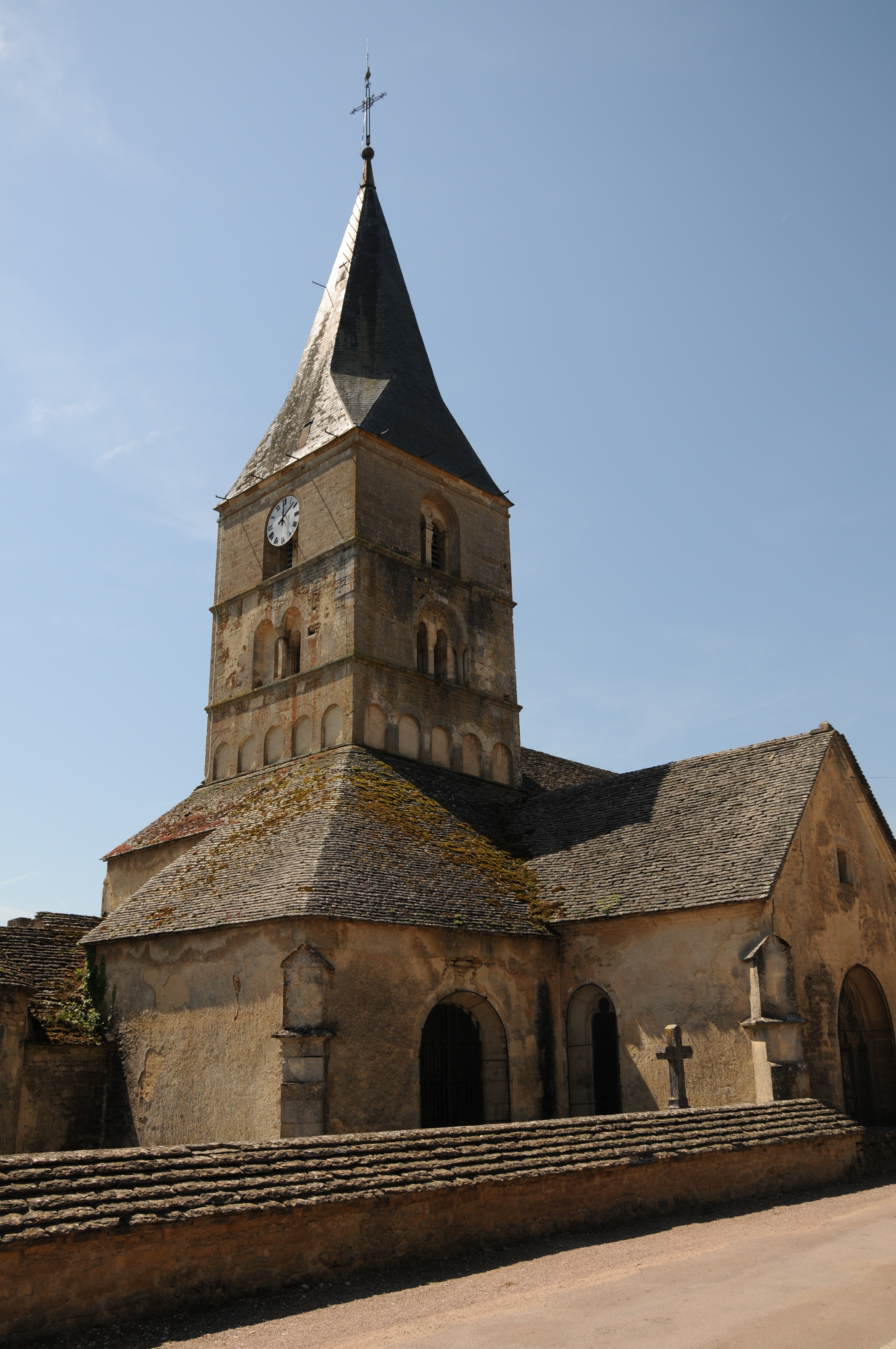
Bussy-le-Grand

Saint-Antonin in Bussy-le-Grand (Département Côte-d’Or) ist eine romanische Kirche in Burgund und zählt zu den bemerkenswertesten romanischen Landkirchen des Départements.

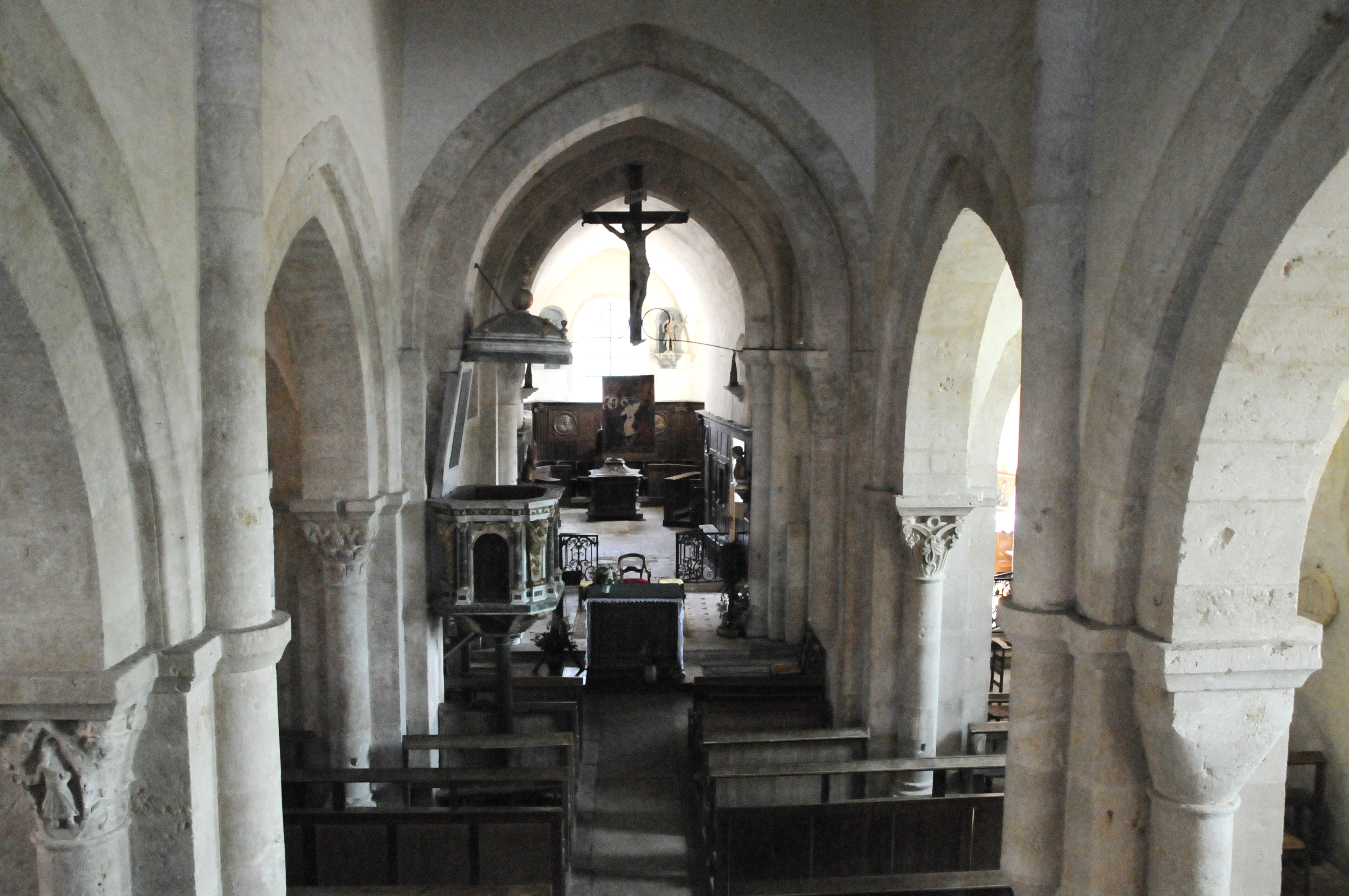
Hauptschiff

Im Kern ist die Kirche eine dreischiffige Basilika mit Querhaus, Vierungsturm und rechteckigem Chor aus dem 2. Viertel des 12. Jahrhunderts. Im 16. und 17. Jahrhundert wurden die Seitenschiffe teilweise verändert und Kapellenanbauten errichtet und das Langhaus mit einem alle drei Schiffe überspannendem Satteldach versehen. Der Turm mit Blendbögen und Schallarkaden (vgl. Chapaize) wurde im 19. Jahrhundert um ein Geschoss erhöht. Das obergadenlose Hauptschiff wird von einer typisch burgundischen Spitztonne mit Gurtbögen gewölbt, die Seitenschiffe haben Kreuzgratgewölbe. Wie in Bard-le-Régulier und Bligny-sur-Ouche ist die durch die Zisterzienser reduzierte cluniazensische Bauweise vorbildlich gewesen (vgl. Fontenay). Die romanischen Kapitelle geben den Einfluss von Saulieu zu erkennen. Die Kirche ist reich an Ausstattungsstücken des 16. bis 18. Jahrhunderts.